# G22 (Gewehr)
Das G22 ist ein Scharfschützengewehr der Bundeswehr. Es ist das erste Gewehr seit der Gründung der Bundeswehr, das speziell für diesen Zweck beschafft wurde. Die britische Firma Accuracy International Ltd. erhielt 1997 den Zuschlag zur Lieferung der Waffe.

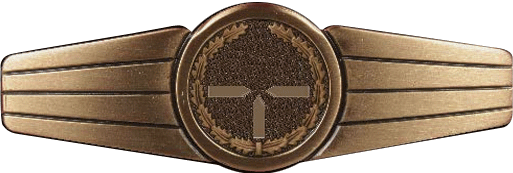
Tätigkeitsabzeichen Scharfschütze/Präzisionsschütze der Bundeswehr: Voraussetzung der Verleihung ist der erfolgreiche Abschluss des Verwendungslehrgangs
Scharfschütze G22.

## Geschichte

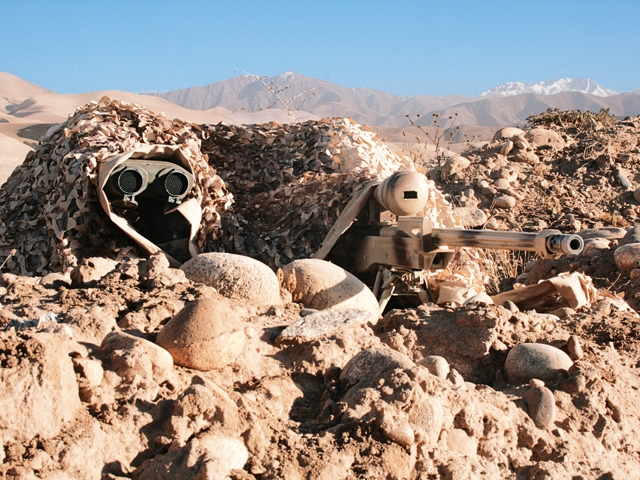
Ein Scharfschützentrupp in Afghanistan mit dem G22

Im Rahmen der Auslandseinsätze der Bundeswehr und angesichts der Erfahrungen von NATO-Partnern mit der Wirkung von Scharfschützen entschloss sich die Bundeswehrführung zu einem Umdenken in Bezug auf die Ausrüstung. Insbesondere die Friedensmission im ehemaligen Jugoslawien zeigte, dass ein mit dem Sturmgewehr G3A3 mit Zielfernrohr ausgerüsteter Soldat feindlichen Scharfschützen, die zumeist das SWD Dragunow einsetzten, stark unterlegen war. Auch der vermehrte Einsatz in bebautem Gelände erforderte ein Umdenken, um die Verhältnismäßigkeit der Mittel zum Schutze der Zivilbevölkerung zu wahren. So belegen Studien der US-Streitkräfte aus dem Vietnamkrieg, dass normale Soldaten unverhältnismäßig viel Munition verbrauchten, um einen Gegner außer Gefecht zu setzen.
Diese Anforderungen und der Sofortbedarf für die Truppe veranlassten die Bundeswehr zum Test verschiedener Scharfschützengewehre ohne Ausschreibung einer Neuentwicklung. Sieger dieser Tests, an denen auch die deutschen Unternehmen Mauser, ERMA und Keppeler teilnahmen, wurde das Gewehr AWM-F des britischen Waffenherstellers Accuracy International. Wegen des einsatzbedingten Sofortbedarfs wurden insgesamt 58 Gewehre – davon acht ohne „G“-Bezeichnung – vor der eigentlichen Einführung unter der Bezeichnung G23 an die SFOR-Truppen in Bosnien und an das KSK geliefert. Es waren unveränderte Gewehre des Typs AWM-F (Arctic Warfare Magnum – Folding Stock), während das G22 eine leicht modifizierte Version des Gewehrs AWM-F ist.

## Technik
Das G22 ist ein Repetiergewehr, bei dem der Scharfschütze nach jeder Schussabgabe manuell – durch eine Bewegung des Verschlusses über den Kammerstängel – eine Patrone aus dem Magazin in das Patronenlager zuführt. Im Gegensatz zu einem Selbstlader ist dabei die Präzision höher, weil bei der Abgabe des Schusses keine Bewegung des Verschlusses mit daraus resultierender Schwerpunktverschiebung stattfindet. Durch die Verwendung eines Schalldämpfers ist eine Teilverschleierung der Position des Schützen bei der Schussabgabe möglich, da der Mündungsknall der verwendeten Überschallmunition teilweise reduziert und das Mündungsfeuer gedämpft wird – es verbleibt einzig der Überschallknall des Geschosses.
Konzipiert ist das Gewehr für den Einsatz gegen Personenziele auf Entfernungen bis zu 800 Metern; bei größeren Zielen wie Radaranlagen, Hubschraubern oder ungepanzerten Fahrzeugen steigt die Kampfentfernung auf 1000 Meter an (wobei hierfür zumeist Waffen mit größerem Kaliber, wie das Barrett M82 verwendet werden). Gemäß den Einsatzgrundsätzen der Scharfschützen der Bundeswehr ist das G22 für den defensiven/reaktiven Einsatz („Anti-Sniper Rifle“) vorgesehen. Damit ist die langsamere Schussfolge im Gegensatz zu einer halbautomatischen Waffe in der Regel zu vernachlässigen. Ein offensiver Einsatz der Waffe ist jedoch möglich.
Ein Teil der Modifizierungen des AWM-F für die Bundeswehr ist die Ausstattung des G22 mit einem Erdsporn im abklappbaren Hinterschaft mit Wangenauflage zur Schaffung einer stabilen Dreipunktauflage in der Beobachtungsphase und einem aufschraubbaren Mündungsaufsatz mit Notkorn, der den Schalldämpfer trägt. Der Mündungsaufsatz verfügt darüber hinaus über elf Bohrungen in zwei Reihen, die nach oben gerichtet sind. Durch ihre Anordnung reduzieren sie den Rückstoß und verhindern bei der Schussabgabe ohne Schalldämpfer ein Aufwirbeln von Staub, das den Scharfschützen verraten könnte. Ebenfalls zur Ausstattung gehört ein Zweibein.
Die Erstschusstrefferwahrscheinlichkeit liegt bei über 80 % auf 1000 m. So lag bei den Schusstests mit jeweils zehn Schuss auf ein Ziel mit 30 cm Durchmesser in 600 m Entfernung die Weichkernmunition in einem Streukreis von 22 cm und die Vollmantel-Hartkernmunition von 23 cm.

### Verschluss
Das G22 verfügt über einen konventionellen Zylinderverschluss mit sechs Verriegelungswarzen, die in zwei Reihen zu je drei Warzen angeordnet sind. Gegen eindringendes Wasser oder Schmutz verfügt der Verschluss über Einfräsungen, die ein Festfrieren oder das Auftreten von Störungen verhindern sollen. Im Gegensatz zu herkömmlichen Repetiergewehren ist der Kammerstängel nach hinten abgebogen, was den Repetiervorgang für den Schützen erleichtert und die Konturen der Waffe reduziert. Ist die Waffe gespannt, tritt das Schlagbolzenende am Ende des Verschlusses aus und ermöglicht dem Schützen in der Nacht eine tastfähige Kontrolle über den Spannungszustand seiner Waffe. Ebenfalls befindet sich am hinteren Ende die Sicherung der Waffe.
Sie trägt drei farbliche Markierungen:
- Roter Punkt – entsichert (Feuer),
- 1. weißer Punkt – Sicher 1 (Verschluss lässt sich betätigen, Schussabgabe blockiert)
- 2. weißer Punkt – Sicher 2 (Kammerstängel und Verschluss lassen sich nicht betätigen, Schussabgabe blockiert).

### Visiereinrichtung
Das G22 verfügt über zwei Visierarten – ein optisches Visier der Hensoldt AG (bis 2012: Carl Zeiss Optronics Wetzlar GmbH) mit 3- bis 12-facher Vergrößerung sowie eine offene Notvisierung.

#### Zielfernrohr

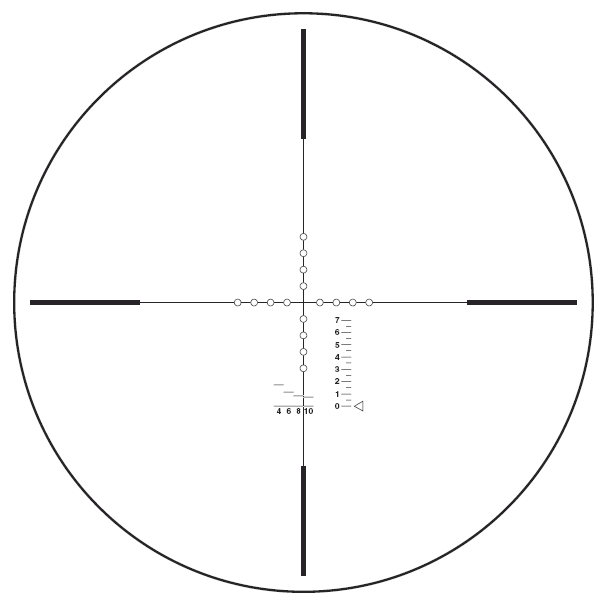
Strichbild Visier

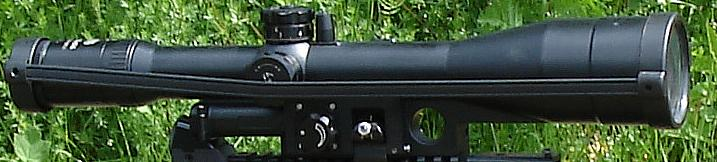
Zielfernrohr 3–12 × 56 SSG, Notvisier unter dem ZF, linke Seite

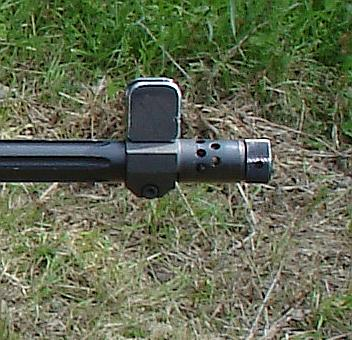
Mündungsaufsatz des G22, Gewinde der Schalldämpferaufnahme abgedeckt

Montiert wird das Zielfernrohr (ZF) direkt auf dem Gehäuse, das über eine integrierte Montage mit Anschlag verfügt. Mit dreifacher Vergrößerung beträgt das Sichtfeld 9,2 m, mit 12-facher Vergrößerung 3,2 m auf 100 m. Wie bei handelsüblichen Zielfernrohren wird die Vergrößerung mit einem Drehring am Okular eingestellt.
Das Strichbild wurde für den militärischen Gebrauch entwickelt. Es verfügt über ein sehr dünnes Fadenkreuz, um das Ziel so wenig wie möglich zu verdecken, vier Vorhaltemarken (Mil-Dots) für bewegte Ziele, einen Laserschutzfilter der Klasse L5, eine Entfernungsschätzkurve wie beim G36 und eine Skala im rechten unteren Quadranten zum Ablesen der Höhenverstellung des Zielfernrohres. Es ist komplett durch eine dimmbare Diode (batteriebetrieben) beleuchtet und ermöglicht so den Einsatz bei jeder Tageszeit. Zum Schutz der Linsen verfügt das ZF über zwei Staubschutzdeckel. Des Weiteren verfügt der okularseitige Deckel über einen Gelbfilter zur Kontrasterhöhung.
Mit dem aufsetzbaren Nachtsichtvorsatz (NSV 80 II) der Firma Hensoldt ist es voll nachtkampftauglich. Es wird durch eine Montageschiene (Picatinny-Schiene) wenige Zentimeter vor dem Zielfernrohr montiert. Die Anordnung der Befestigung ist dabei seitlich schräg an der Waffe. Durch die Abbildung im Maßstab 1:1 ist keine Neujustierung des Zielfernrohrs nötig. Der Restlichtverstärker hat mit Batterien im Dauerbetrieb eine Einsatzdauer von etwa 90 Stunden, bei der Verwendung von Akkus sinkt diese auf etwa 30 Stunden. Das NSV verfügt über einen Endlos-Drehschalter für EIN/AUS sowie über eine zusätzliche Entfernungsanpassung von 20 m bis unendlich.

#### Notvisier
Als weitere Modifikation forderte die Bundeswehr für die Waffe ein Notvisier für den Ausfall des Zielfernrohres.
In Verbindung mit dem Mündungsaufsatz, der das Notkorn trägt, wird dem Schützen ermöglicht, Ziele noch bis 600 m Entfernung zu bekämpfen. Dazu verfügt die verstellbare Lochkimme über fünf Bohrungen für 200 m bis 600 m und eine Nachtkimme für 200 m.

### Munition
Gegenüber Sturmgewehren wie dem G3 (7,62 × 51 mm) verwendet das G22 leistungsstärkere Munition im Kaliber .300 Winchester Magnum (7,62 × 67 mm). Es gibt zwei Geschossarten für die Bundeswehr: Ein Vollmantel-Weichkern- und ein Vollmantel-Hartkerngeschoss (AP, Armour Piercing). Entwickelt und hergestellt werden diese von der MEN – Metallwerk Elisenhütte. Beide Munitionsarten sind so abgestimmt, dass der Schütze beim Munitionswechsel die Waffe nicht nachjustieren muss. Daher liegt der Einschlagpunkt des Hartkerngeschosses auf 600 m 9 cm unter dem des Weichkerngeschosses. Aufgrund der schweren Ziele für ein Hartkerngeschoss ist die Treffpunktabweichung nebensächlich. Die AP-Munition durchschlägt auf 100 m eine 20-mm-Panzerstahlplatte mit einer Härte von 420 bis 450 Brinell (HBW). Auf 600 m sind es noch 15 mm bei einer Geschossgeschwindigkeit von 570 m/s.

## Kampfwertsteigerung (2019) G22A2

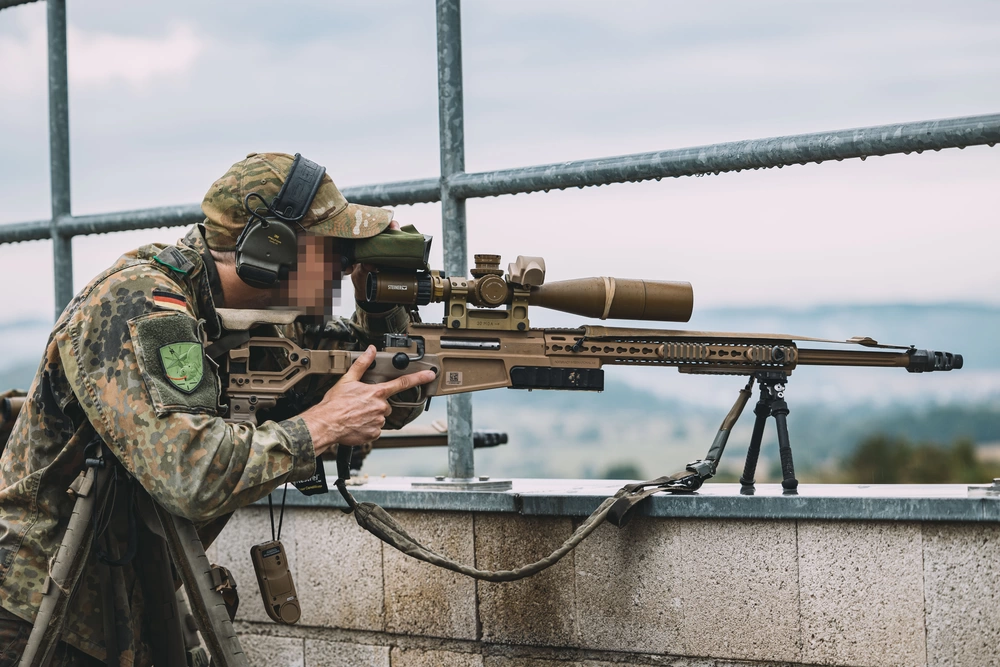
G22A2 mit Flimmerband

Derzeit wird bei der Bundeswehr eine neue kampfwertgesteigerte Version G22A2 eingeführt (Kaliber 7,62 mm und ein Gewicht von 9,3 kg). Bis auf den Verschluss und das Rohr wurden alle anderen wesentlichen Komponenten verändert. Wesentliche Änderungen sind:
- Neues Zielfernrohr mit 5-fachem Zoom und 25-facher Vergrößerung (Fabrikat Steiner-Optik)
- Kugel-Wasserwaage, die ein Verkanten der Waffe anzeigt
- Neue Mündungsbremse verringert den Rückstoß um 50 %
- Schulterstütze manuell in der Länge und in der Wangenauflage individuell einstellbar
- Verringertes Abzugsgewicht des Abzugs
- Ballistikrechner zur Prognose der Flugbahn des Geschosses

Mit den Änderungen soll eine 90 %ige Erstschusstrefferwahrscheinlichkeit erreicht werden.